# Villa Medici (Fiesole)

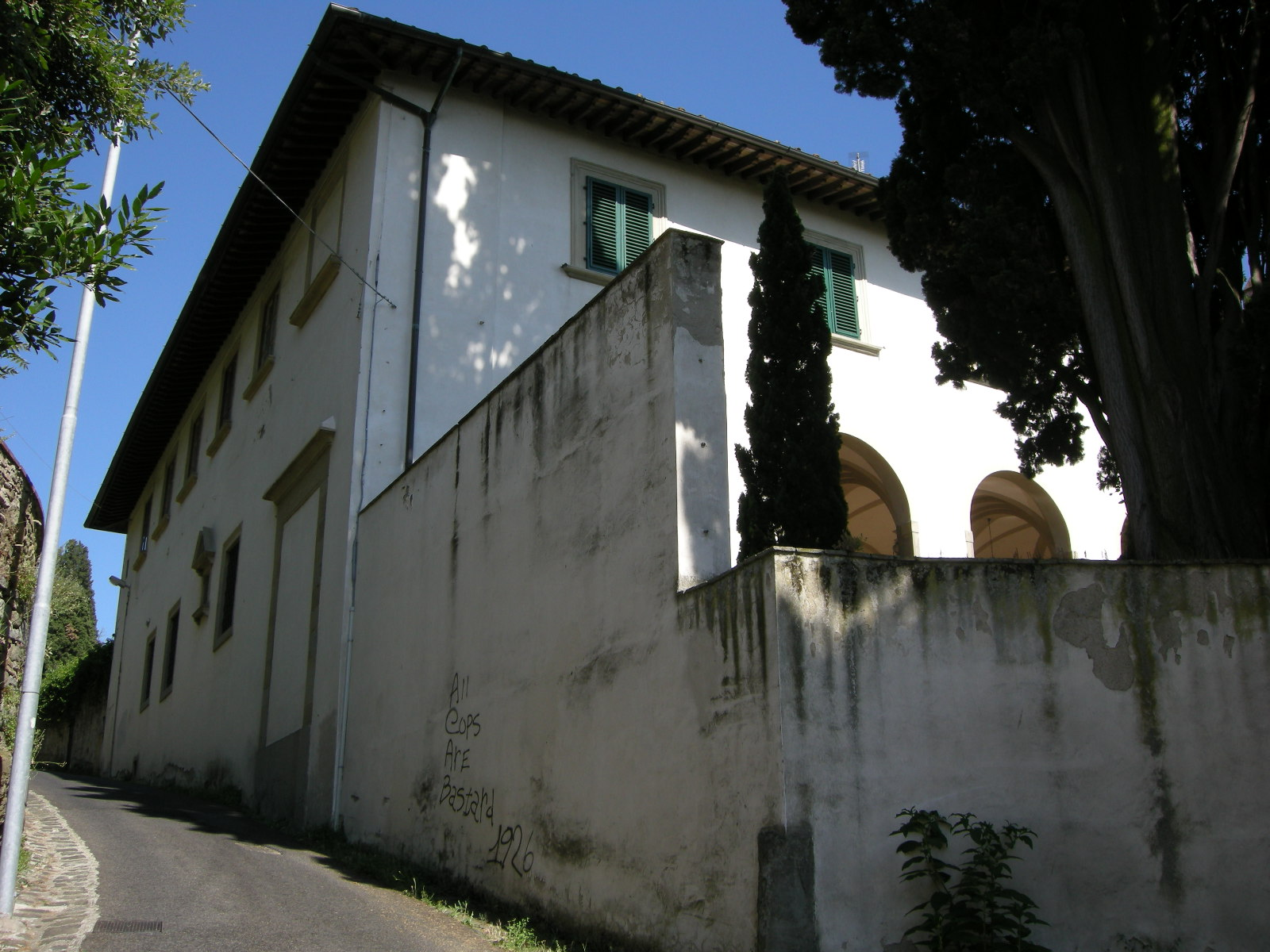
Veduta da via Vecchia Fiesolana

Villa Medici a Fiesole (via Beato Angelico 2) è una delle più antiche ville appartenute ai Medici, la quarta, dopo le due ville nel Mugello (Cafaggiolo e Il Trebbio) e la villa di Careggi. Chiamata anche Belcanto o il Palagio di Fiesole, è tra le ville medicee meglio conservate; al tempo stesso è tra le meno note.

## Storia

### La villa di Giovanni de' Medici
La villa fu fatta costruire al posto di un caseggiato di proprietà del notabile Niccolò Baldi, comprato da Cosimo il Vecchio verso il 1450. Suo figlio Giovanni la fece ricostruire in stile rinascimentale, secondo Giorgio Vasari dall'architetto di famiglia Michelozzo, anche se forse vi parteciparono attivamente altri architetti (secondo recenti ed accertati studi il progetto della villa è da attribuire all'umanista e architetto Leon Battista Alberti, contrariamente alla precedente attribuzione che vedeva come architetto Michelozzo).  

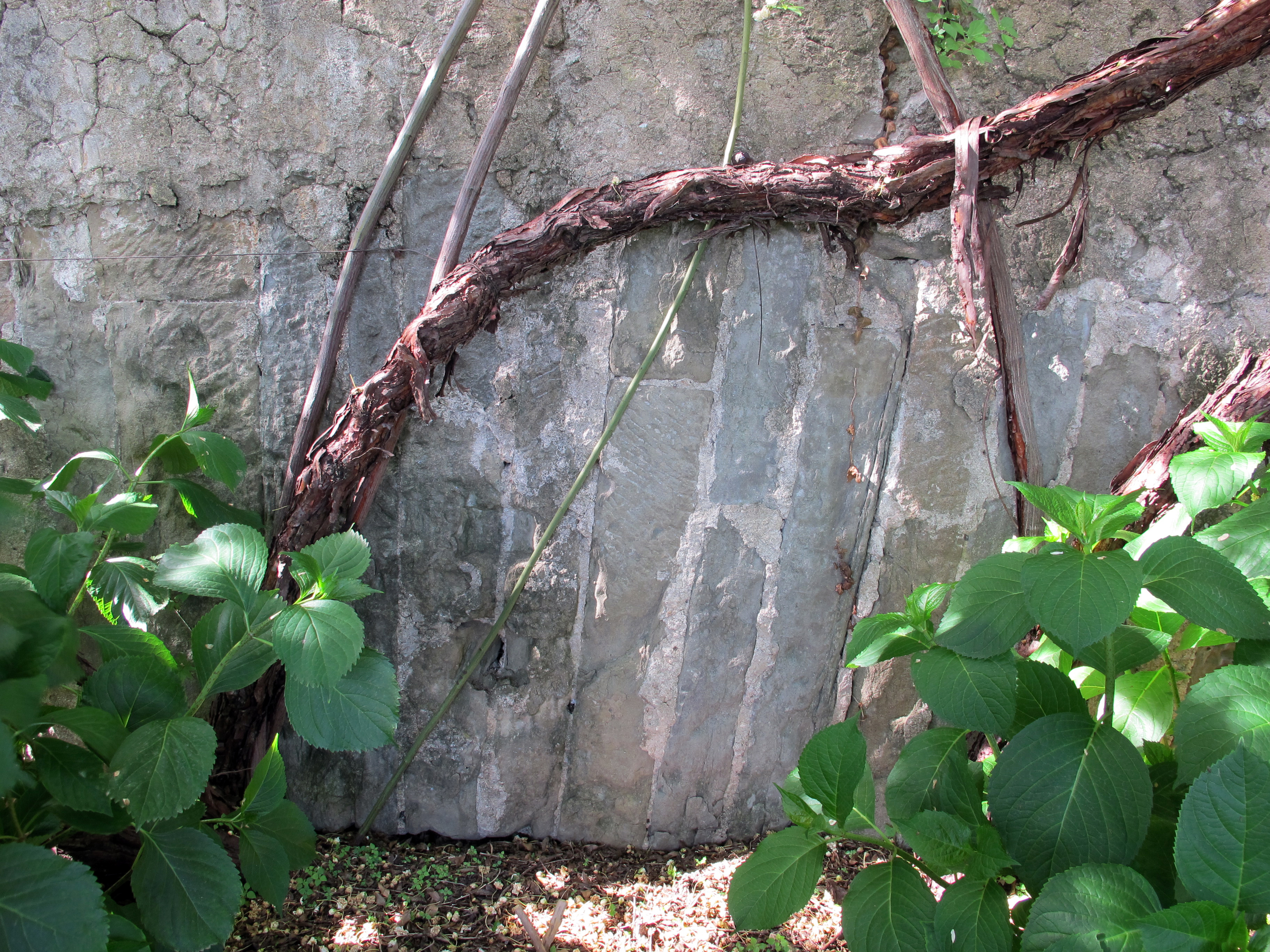
Imposta di un arco sul muro di contenimento della prima terrazza di cui parla Giovanni de' Medici in una sua lettera

La villa fu edificata fra il 1451 e il 1457, come risulta dalle denunce catastali; Giovanni era il figlio prediletto di Cosimo il Vecchio, per la sua viva intelligenza e spiccata inclinazione verso le arti e può essere considerato il precursore di Lorenzo il Magnifico, suo nipote. Tra i suoi numerosi interessi c'erano il collezionismo di libri rari, di opere d'arte (fu un importante committente di Filippo Lippi), ed era molto viva in lui la passione per l'architettura, nella quale si dilettava: si ritiene che avesse scelto lui stesso il luogo di costruzione dell'edificio fiesolano, in posizione panoramica su un declivio molto scosceso, andando contro tutti i princìpi del periodo.
Fu necessario realizzare un grande terrazzamento, per sostenere l'edificio e il giardino sul declivio collinare.
Michelozzo non fu vincolato da preesistenze e costruì con criteri stilistici innovativi un sobrio edificio a pianta quadrangolare, originariamente di 32x32 braccia fiorentine, intonacato di bianco con finestre riquadrate da cornici in pietra serena e con ampie logge aperte sul panorama su entrambi i lati del salone centrale al piano nobile.
L'aspetto della villa fu molto diverso dalle ville medicee precedenti e costituisce in qualche modo un prototipo di costruzione del primo rinascimento, fortemente geometrizzata, aperta verso l'esterno e senza cortile centrale, tanto da essere considerata l'antecedente della villa di Poggio a Caiano. Nell'edificio è scomparsa la componente difensivo-militare, quindi mancano le torrette, i camminatoi sopraelevati sostenuti da beccatelli, il fossato. Le logge poi sono un chiaro segno di apertura verso l'esterno, a differenza delle fortificazioni "chiuse" per esigenze difensive.
Le innovazioni formali e funzionali della villa di Fiesole sostituiscono nuovi valori estetici e soprattutto una nuova attenzione per il paesaggio ed il dominio visivo, ai valori economici e all'immagine di potere militare delle più antiche proprietà medicee.
La razionalità del progetto è espressa anche nelle sue misure: la sovrapposizione di una griglia modulo 4x4 braccia fiorentine (cioè una canna mercantile) evidenzia come tutte le murature principali siano definite da questo schema e come la villa sia frutto di un'accurata progettazione. Anche il giardino originario seguiva delle precise regole geometriche: esso era definito da una triplicazione della pianta della villa.
La struttura dell'edificio risolse ingegnosamente il problema della pendenza, grazie a una distribuzione degli ambienti su più livelli: quello inferiore adibito a cantine, stalle, tinaia "ed altre belle e comode abitazioni" coperte da volte; il piano superiore invece era destinato alla residenza dei signori, con le camere, i saloni la biblioteca e anche una stanza dedicata alla musica. Così quello che appariva come piano terreno al livello superiore in realtà era il secondo piano dell'edificio, magnificamente affacciato sul paesaggio. Sui terrazzamenti sottostanti si trovavano i giardini pensili con loggette in muratura e aiuole geometriche.
La personalità di Giovanni si manifestò nel forte ridimensionamento della componente agricola e produttiva della villa, in favore di una totale dedizione allo svago e all'ozio fisico che favorissero la contemplazione e l'attività intellettuale. Era infatti la prima volta che una residenza agreste si dotava di giardino invece che essere circondata da una tenuta agricola: unito alla mancanza di strutture militari, queste caratteristiche rendono la villa come uno dei più chiari prototipi di villa rinascimentale.
La spesa sostenuta per la realizzazione della villa fu notevole, e lo stesso Vasari ne loda i materiali, che dopo più di un secolo dall'edificazione si mantenevano ancora in condizioni perfette, senza bisogno di restauri e manutenzione.
Giovanni de' Medici non ebbe figli e, prima di morire, la regalò al giovane nipote Giuliano de' Medici.

### Lorenzo il Magnifico

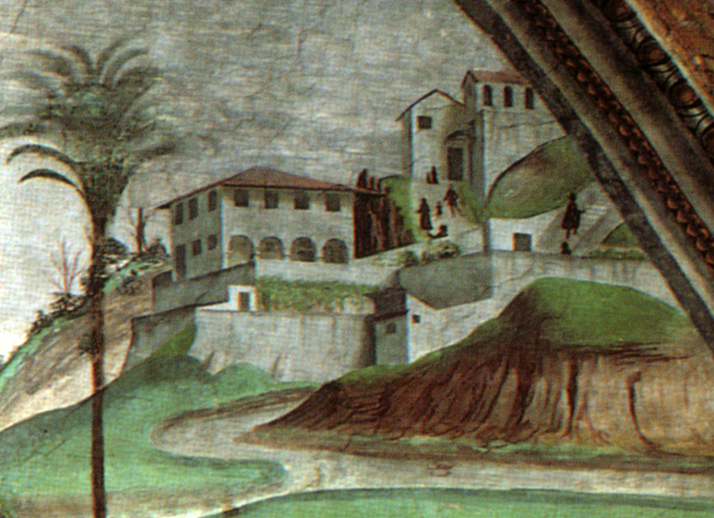
Villa Medici verso il 1480, affreschi di Domenico Ghirlandaio (dettaglio), Cappella Tornabuoni, Santa Maria Novella, Firenze

Villa Medici è legata al drammatico fatto di sangue della Congiura dei Pazzi (1478), quando alcuni esponenti della famiglia Pazzi, con Francesco Salviati e il cardinale Girolamo Riario, appoggiati da Papa Sisto IV, ordirono una congiura per sbarazzarsi della sempre più opprimente crescita del potere dei Medici all'interno della Repubblica Fiorentina.
Originariamente il piano prevedeva di uccidere i due rampolli della famiglia Medici, Lorenzo e Giuliano, durante un banchetto che essi avevano organizzato proprio alla villa di Fiesole il 25 aprile, tramite l'uso di veleno che Jacopo de' Pazzi e il Riario avrebbero nascosto in una delle libagioni destinate ai due fratelli. Ma un'indisposizione improvvisa di Giuliano rese vana l'impresa che fu rimandata al giorno successivo, durante la messa in Santa Maria del Fiore, dove Giuliano fu ucciso, mentre Lorenzo riuscì rocambolescamente a salvarsi riparando nella sagrestia.
Alla morte di Giuliano così la villa venne ereditata da suo fratello maggiore. Lorenzo il Magnifico risiedeva prevalentemente a Careggi, ma amò moltissimo anche Fiesole: pure qui era solito riunirsi il folto gruppo di umanisti che gravitava attorno alla corte medicea. Lorenzo con Agnolo Poliziano, Pico della Mirandola, Cristoforo Landino e altri pensatori e letterati, tra letture, rappresentazioni di teatro antico, e discussioni erudite riscoprirono la cultura classica che sta al perno del rinnovamento artistico e letterario del Rinascimento.
A questo periodo risalgono anche le due testimonianze iconografiche più importanti sulla villa originaria: la Dormitio Virginis di Domenico Ghirlandaio (1486-90), nella Cappella Tornabuoni a Santa Maria Novella e l’Annunciazione di Biagio d'Antonio (fine XV secolo), oggi alla Galleria dell'Accademia di San Luca a Roma.

### Dal Cinquecento in poi

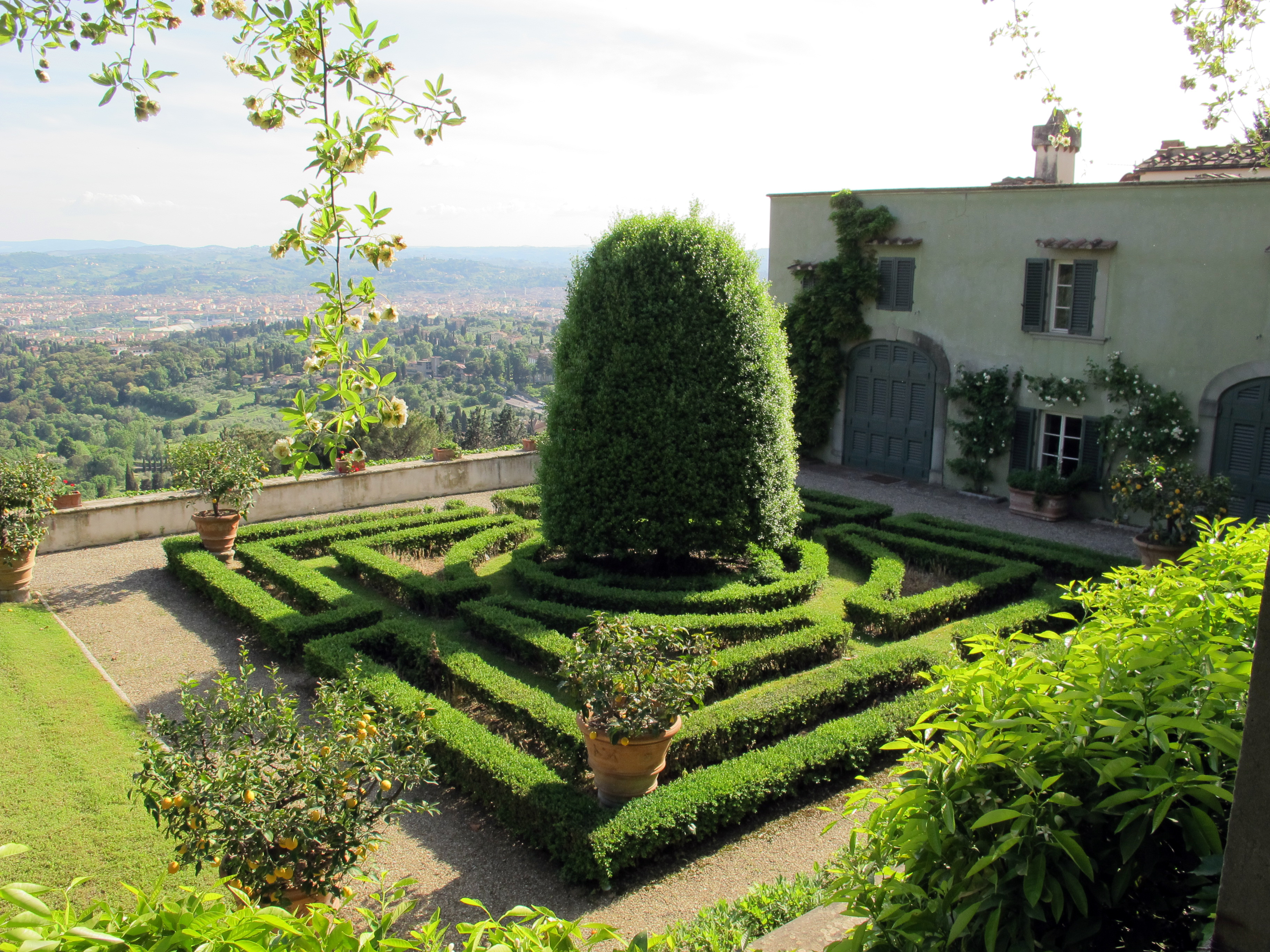
Parterre della terrazza inferiore, di Cecil Pinsent

La fortuna e la fama che la villa godette presso la famiglia Medici fino al Quattrocento, non fu confermata dalle generazioni successive, o vennero per lo meno piuttosto ridimensionate. Cosimo III poco dopo essere diventato granduca, la vendette nel 1671 a Vincenzo del Sera per quattromila fiorini. A questo periodo risale l'aumento del volume della villa sul lato occidentale, come ci suggeriscono documenti con descrizioni degli arredi, dei giardini e della attuale loggia ad ovest, che all'epoca appariva come una terrazza.
Successivi proprietari furono i Borgherini (dal 1722 al 1768), che vendettero nel 1771 agli Albergotti: questi passaggi di proprietà hanno fatto sì che venissero redatte delle stime catastali, con preziose descrizioni dello stato della villa e dei giardini all'epoca.
Venne in seguito acquistata da Lady Margaret Orford, cognata di Horace Walpole, nel 1772, che incaricò l'architetto Niccolò Gaspero Paoletti di ampliare il giardino superiore e di edificare una limonaia. 
Passata nel 1781 ai Mozzi, poi fu venduta ai Buoninsegni di Siena che la possedettero fino al 1862. Fu creato anche il viale di accesso, che spostava l'entrata da via Fiesolana a via Frà Giovanni da Fiesole (Beato Angelico), con il conseguente il ribaltamento del ruolo e dell'importanza delle facciate che vede quella ad est diventare la principale, viale realizzato nel 1858.
Fra l'Ottocento e il Novecento la Villa viveva quindi il suo periodo anglo-americano, con proprietari come l'artista William Blundell Spence (dal 1862 al 1897), poi Lady Sybil Cutting (vedova di William Bayard Cutting e madre della futura scrittrice Iris Origo), che aveva sposato in seconde nozze lo scrittore Geoffrey Scott (dal 1909 al 1911), e, ancora, i Mac Calman (1911–1959); tutti questi proprietari non modificarono l'impianto della tenuta, a parte piccole variazioni distributive e decorative. Nel 1959 la villa è stata acquistata dalla famiglia Mazzini Marchi, attuali proprietari.

## La questione dell'attribuzione e del prototipo della villa rinascimentale

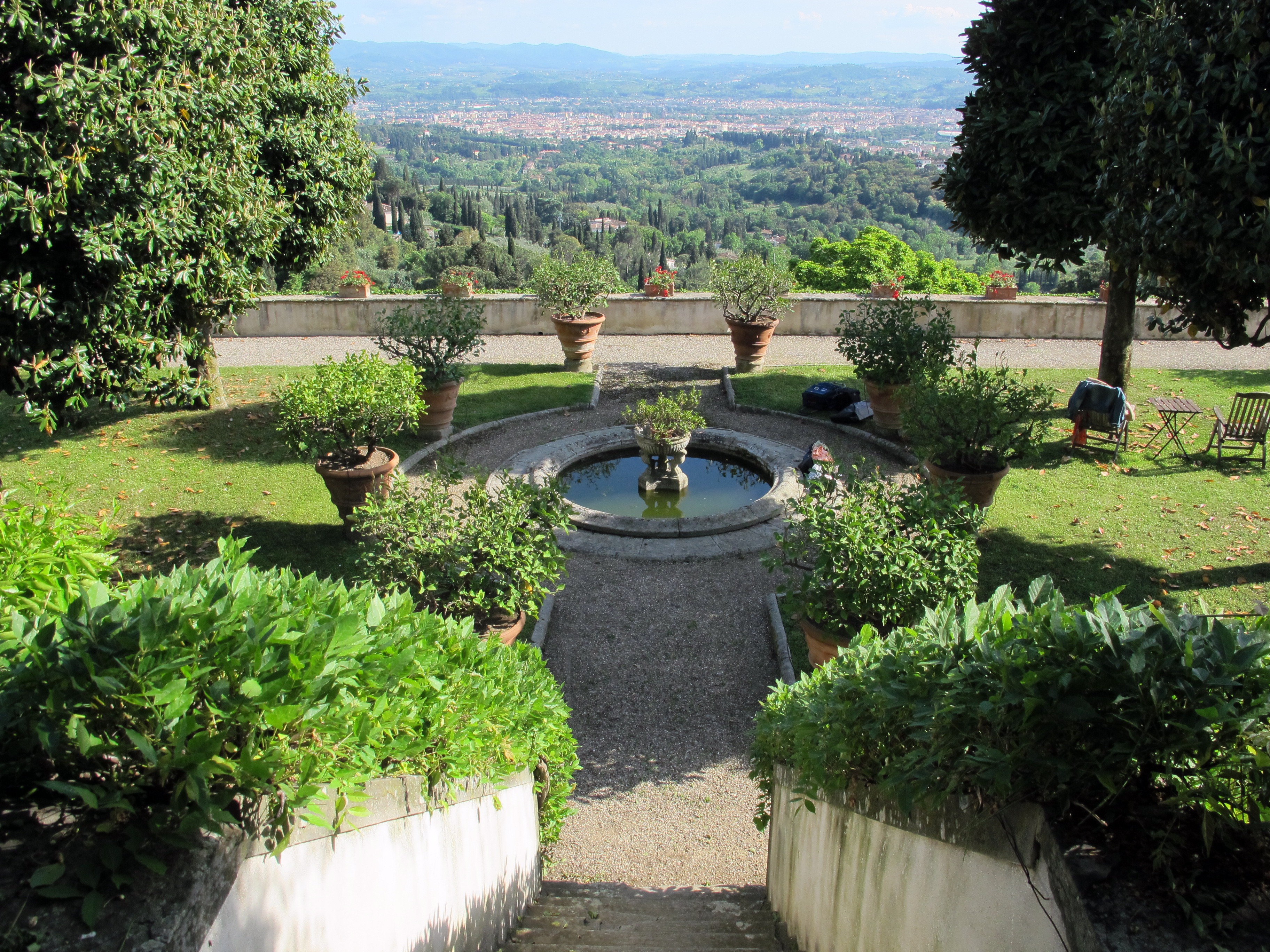
La terrazza inferiore

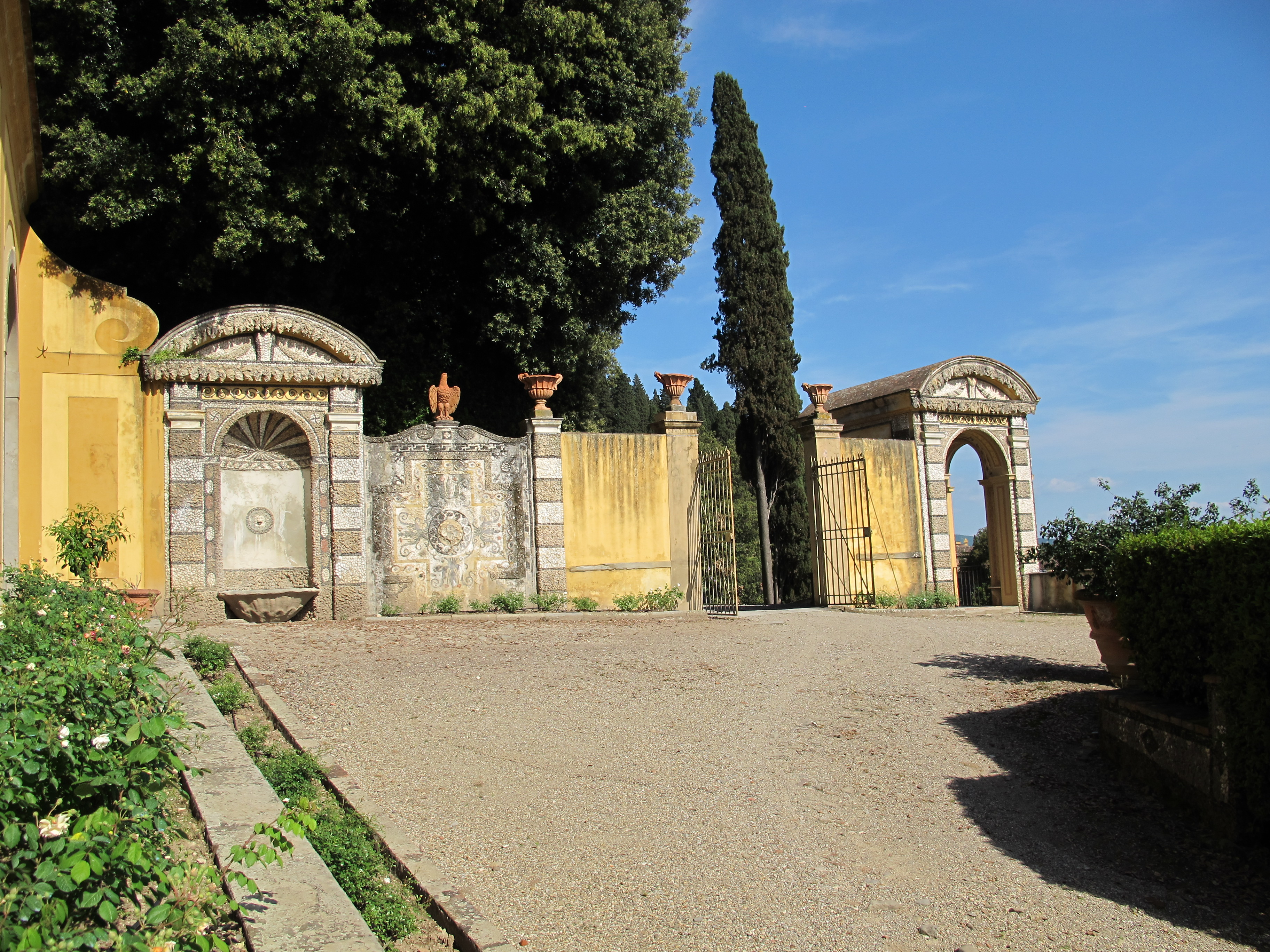
L'ingresso alla terrazza principale

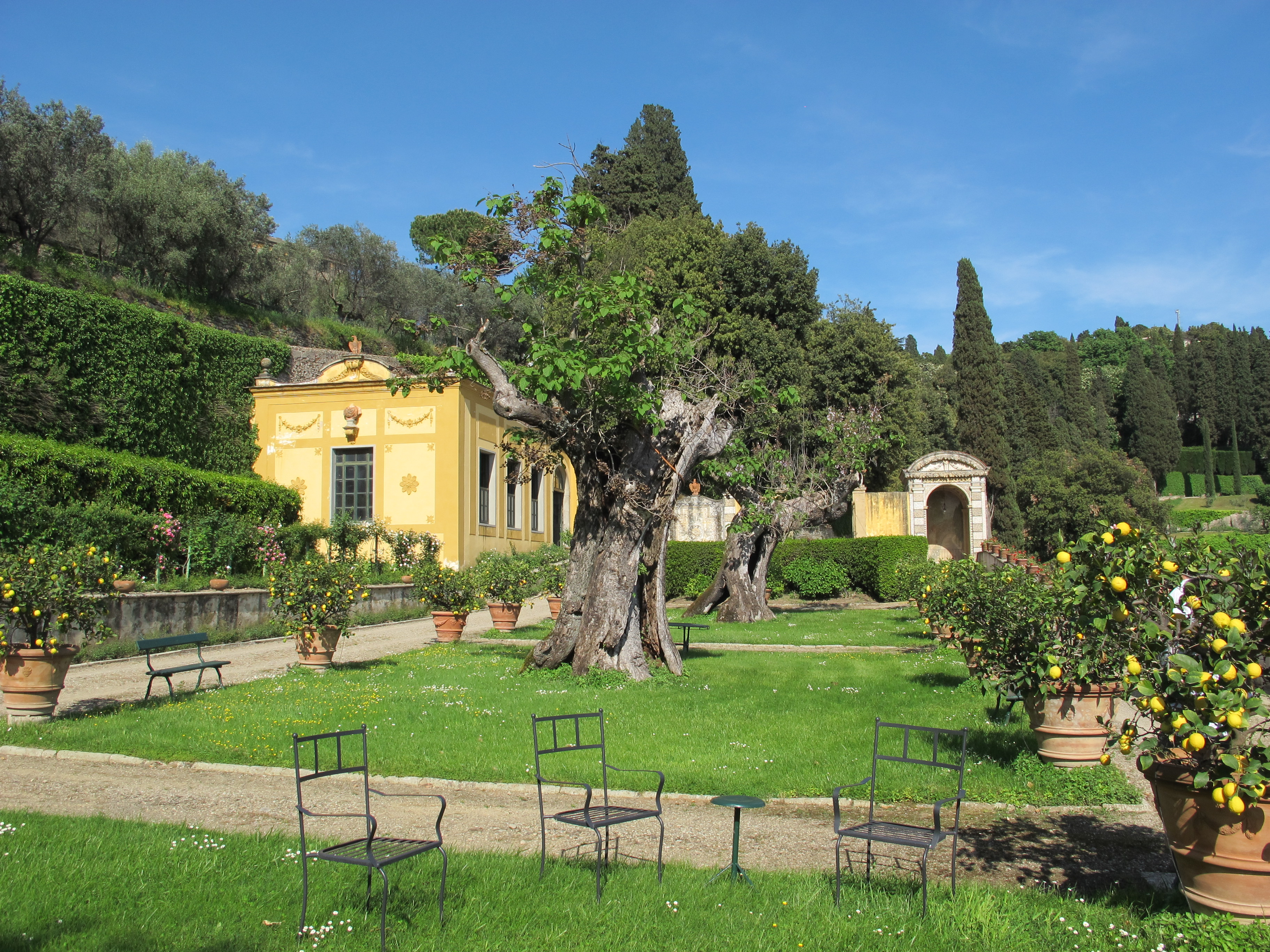
La terrazza a livello della villa

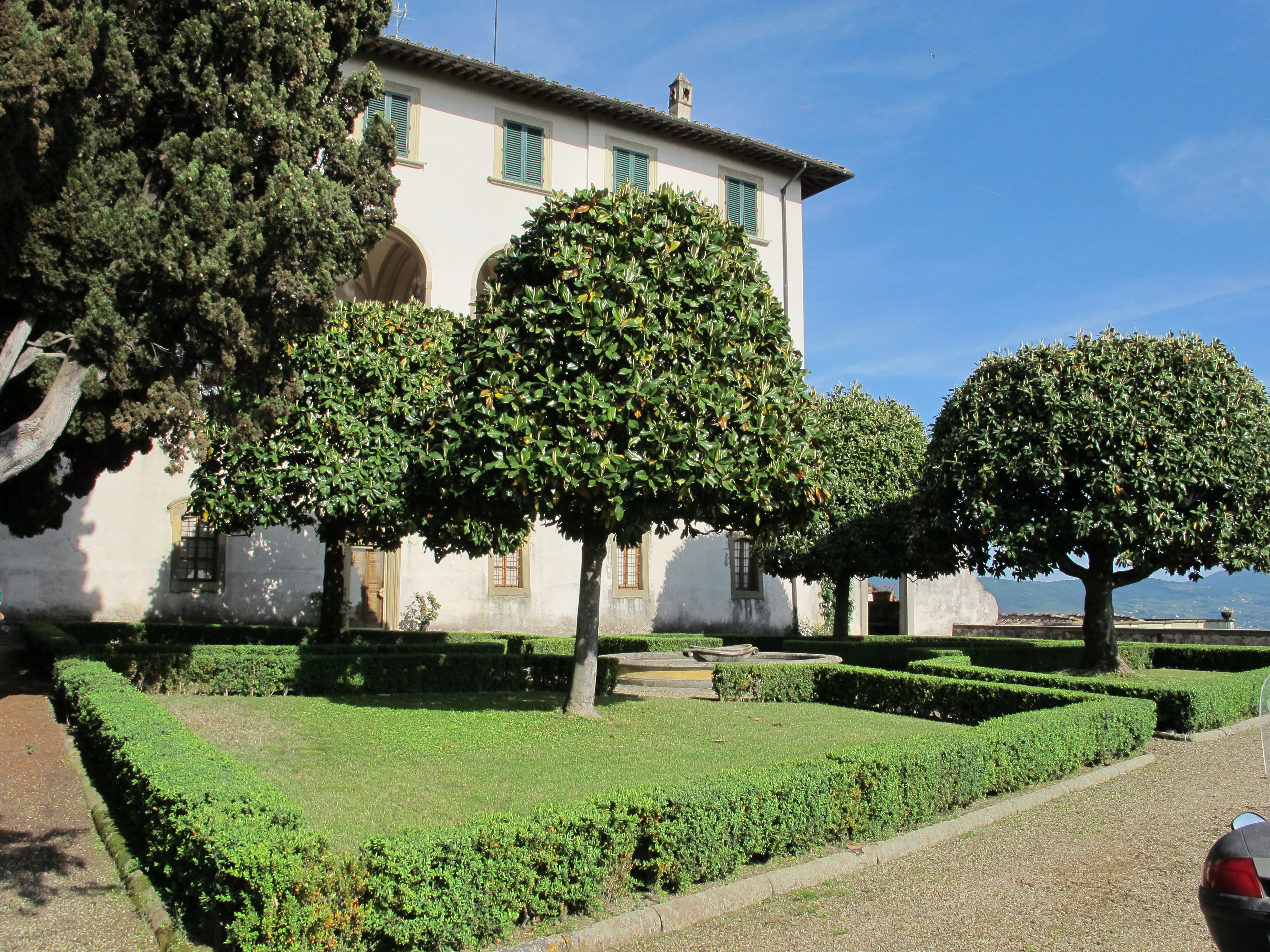
La terrazza anteriore

In occasione dell'anno albertiano è uscito nel 2004 uno studio su Villa Medici, dal quale è emersa per la prima volta l'ipotesi che la villa non fosse opera di Michelozzo e che fosse stata la prima villa a seguire le indicazioni di Leon Battista Alberti nei suoi trattati di architettura come il De re aedificatoria e il Villa.
L'attribuzione tradizionale di Giorgio Vasari, che indica l'architetto preferito da Cosimo il Vecchio come progettista, non trova conferma nei documenti, i quali testimoniano invece la presenza sul cantiere di Bernardo Rossellino, allievo dell'Alberti, e Antonio Manetti (quest'ultimo, in special modo, per i problemi strutturali dei terrazzamenti).
Probabilmente il progetto fu frutto di un'attenta valutazione, secondo le parole di Giovanni de' Medici stesso, "di più disegni et diversi maestri" tra i quali fu scelto il migliore.
Leon Battista Alberti proprio durante la costruzione della Villa fiesolana terminava e pubblicava il suo De re aedificatoria che dedica il V capitolo alla "villa di campagna" e al "giardino suburbano". La trattazione e la struttura della villa hanno alcuni elementi in comune:
- La posizione vicina alla residenza urbana e di visibilità "al primo uscire dalla città";
- Il panorama, con "la vista di città, di fortezza, del mare o di una vasta pianura";
- Il salone centrale, il sinus albertiano, che sostituisce il cortile delle precedenti residenze medicee, si espande verso l'esterno, attraverso il terrazzo e la loggia, che funge da filtro ai giardini pensili.
- L'armonia delle proporzioni, sia interne che esterne, secondo i concetti albertiani che riconducono al numero, alla musica ed alla geometria.

La bellezza dell'edificio quindi non si basa su decorazioni di tipo medievale, ma sulla semplicità della struttura, che accorda economia, necessità e bellezza, e per la prima volta viene realizzata una vera e propria "villa suburbana", piuttosto che un generico edificio di campagna, primo prototipo di "Villa" rinascimentale, come sostengono anche nell'Ottocento Carl Martin von Stegmann e Heinrich von Geymüller, e più recentemente James Ackerman.
Villa Medici a Fiesole deve essere, quindi, vista come edificio "Musa" per numerose altre residenze, non solo fiorentine, che a partire dalla fine del Quattrocento troveranno in essa ispirazione e spunti creativi ed innovatori.

## Il giardino
Il giardino oggi rispecchia soprattutto la ristrutturazione del 1911-1923 dell'architetto Cecil Pinsent, che lavorò per conto di Lady Cutting, ed è in stile neo-rinascimentale.
Si distribuisce su tre terrazzamenti a livelli differenti. Il primo, a cui si accede dal viale di cipressi, fiancheggiato a monte da un boschetto di lecci, è composto da grandi aiuole erbose rettangolari, con al centro dei grandi alberi secolari e ai bordi piante di limoni in conche di terracotta, che sono esposte dalla in tarda primavera all'autunno. Nella parte più a monte, a partire dalla limonaia, si sviluppa un lungo filare di terreno leggermente sopraelevato, in cui sono stati piantati roseti di diverse varietà. A questo livello corrisponde il piano nobile della villa.
Il secondo si sviluppa di fronte al prospetto posteriore dell'edificio e si raggiunge tramite una scala interna. Questa è la zona meno modificata del giardino, con grandi magnolie e decorata da aiuole contornate da siepi in bosso, con una fontana al centro.
Il terzo terrazzamento è contiguo al primo, ma longitudinalmente più basso di 11-12 metri. Realizzato durante la ristrutturazione di Pinsent, è caratterizzato da una sistemazione all'italiana, con una pergola in muratura posta a metà altezza tra i due livelli, che corre a fianco dell'alto muro di contenimento della terrazza principale, realizzato al tempo di Giovanni de' Medici. Del glicine decora il corrimano della scaletta d'accesso, in asse con una fontana circolare dalla quale si dipanano due siepi con motivi geometrici in bosso, caratterizzate da una magnolia al centro di ciascuna. A ridosso del pergolato si stendono poi due lunghe aiuole simmetriche con erbe aromatiche, poste all'altezza del parapetto.
Un livello superiore, ottocentesco, mostra una fila di cipressi terminante in una grande urna in pietra, dal sapore romantico.
Il giardino della villa è ricchissimo d'acqua ed esposto costantemente al sole verso sud: ciò crea un microclima pressoché unico per la zona, che ad esempio anticipa di circa 156 giorni le fioriture rispetto alle altre zone circostanti.